# Austronomus kuboriensis
Austronomus kuboriensis är ett däggdjur i familjen veckläppade fladdermöss. Arten listades fram till 2015 i släktet Tadarida och flyttades sedan tillsammans med Austronomus australis till ett nytt släkte.
Arten är betydlig större än läderlappar som lever på ön och nosen påminner om bulldoggens ansikte.
Denna fladdermus förekommer i bergstrakter på Nya Guinea. Den vistas i regioner som ligger 1900 till 2800 meter över havet. Habitatet utgörs av skogar med träd av sydbokssläktet (Nothofagus) och med mossa samt av bergsängar. Hela beståndet anses vara stabilt och det listas av IUCN som livskraftig (LC).